# Maska (stickning)

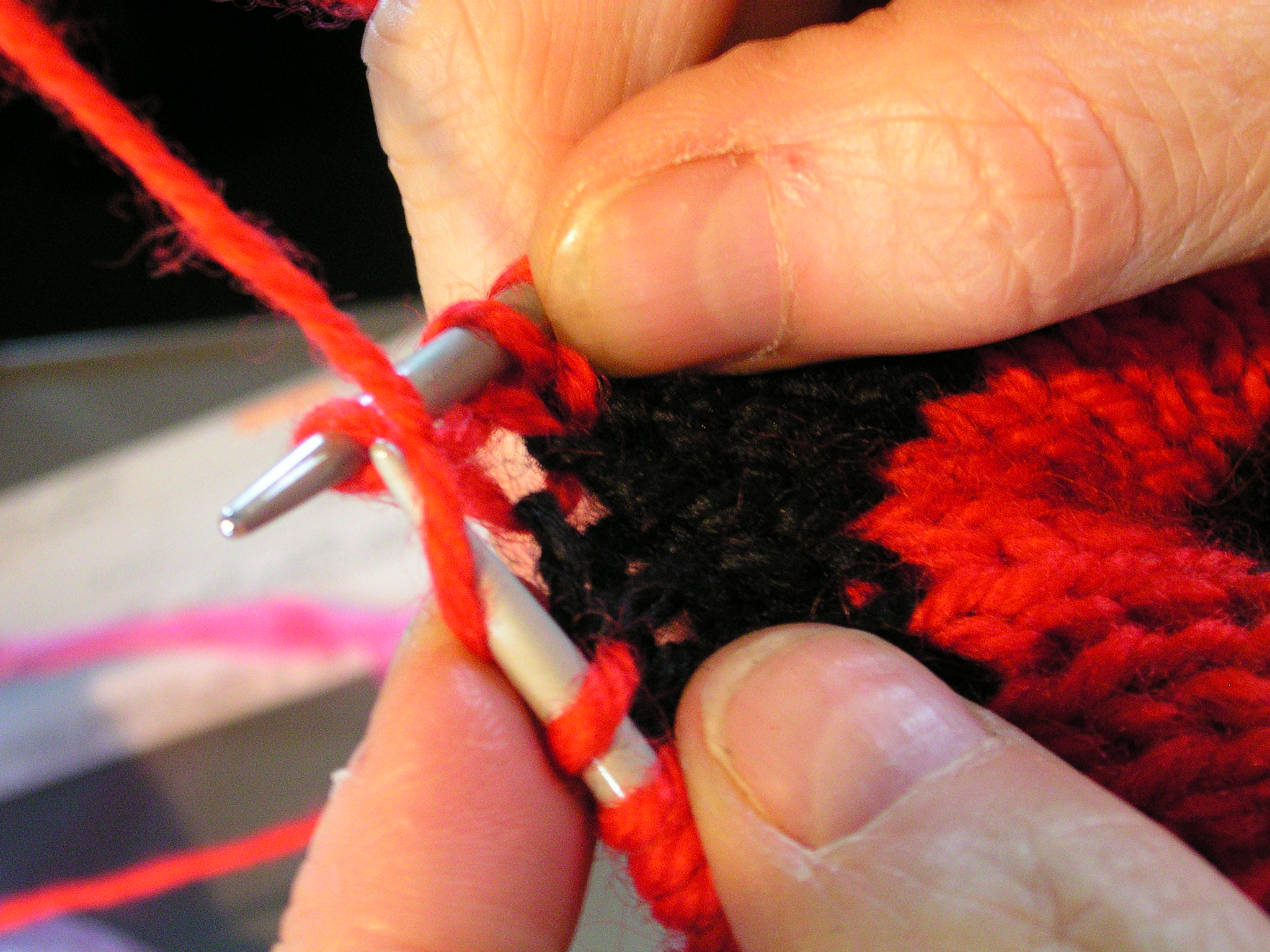

Maska är en av de öglor som bildas vid stickning eller virkning och vilka tillsammans utgör det färdiga arbetet. Inom stickning talar man om räta eller aviga maskor beroende på hur garnet dras genom föregående varvs maskor. Inom virkning finns luftmaskor, fasta maskor och stolpar av olika slag.